# 起立
| ウィキペディアには「起立」という見出しの百科事典記事はありません（タイトルに「起立」を含むページの一覧/「起立」で始まるページの一覧）。 代わりにウィクショナリーのページ「起立」が役に立つかもしれません。 |